# Garcibuey
Garcibuey ist ein westspanischer Ort und eine Gemeinde (municipio) mit 204 Einwohnern (Stand: 2024) in der Provinz Salamanca in der Autonomen Gemeinschaft Kastilien-León.

## Lage und Klima
Garcibuey liegt etwa 84 Kilometer südsüdwestlich von Salamanca in einer Höhe von gut 690 m.
Das Klima ist gemäßigt bis warm; Regen (ca. 696 mm/Jahr) fällt hauptsächlich im Winterhalbjahr.

## Bevölkerungsentwicklung
| Jahr      | 1970 | 1981 | 1991 | 2001 | 2011 | 2021 |
| Einwohner | 576  | 456  | 348  | 282  | 198  | 189  |

Der Bevölkerungsrückgang seit den 1950er Jahren ist im Wesentlichen auf die Mechanisierung der Landwirtschaft, die Aufgabe von bäuerlichen Kleinbetrieben und den damit einhergehenden Verlust an Arbeitsplätzen zurückzuführen.

## Sehenswürdigkeiten
- Andreaskirche (Iglesia de San Andrés)